# René Hervil
René Louis Dezerville, dit René Hervil, est un acteur, réalisateur et scénariste français, né le 27 mars 1881 à Levallois-Perret et mort le 1er juillet 1960 à Sartrouville (Seine-et-Oise, désormais Yvelines).

## Filmographie

### Comme réalisateur
- 1912 : Le Charme de Maud
- 1913 : Le Spectre du passé avec Louis Mercanton
- 1914 : Vendetta
- 1914 : La Remplaçante avec Louis Mercanton
- 1914 : Papillon et le peintre
- 1914 : Maud en culottes
- 1914 : Maud en chiffons
- 1914 : Maud clubman
- 1914 : Maud amoureuse
- 1914 : Le Gant de Maud
- 1914 : Fred et la blanchisseuse
- 1914 : Fred est timide
- 1914 : Fred est fiancé
- 1914 : Fred... couche-toi!
- 1914 : L'Effigie
- 1915 : Maud et tante Zélie
- 1915 : Jeanne Doré avec Louis Mercanton, d'après Tristan Bernard
- 1916 : Le Tournant
- 1916 : Suzanne, professeur de flirt
- 1916 : Manuella avec Louis Mercanton
- 1917 : Le Tablier blanc avec Louis Mercanton
- 1917 : La P'tite du sixième avec Louis Mercanton
- 1917 : Oh ! ce baiser
- 1917 : Midinettes avec Louis Mercanton
- 1917 : Mères françaises avec Louis Mercanton et Sarah Bernhardt
- 1917 : Le Torrent avec Louis Mercanton
- 1918 : Un roman d'amour et d'aventures
- 1918 : L'Ange de minuit (Bouclette) avec Louis Mercanton
- 1919 : Son aventure
- 1919 : Simplette
- 1920 : L'Ami Fritz
- 1921 : Blanchette
- 1922 : Le Crime de Lord Arthur Savile, d'après Oscar Wilde
- 1923 : Le Secret de Polichinelle
- 1923 : Sarati, le terrible
- 1923 : Aux jardins de Murcie
- 1924 : Paris
- 1925 : Knock ou le triomphe de la médecine, d'après Jules Romains
- 1926 : La Flamme
- 1926 : Le Bouif errant
- 1927 : La Petite chocolatière
- 1928 : Le Prince Jean
- 1928 : La Meilleure Maîtresse
- 1928 : Minuit, place Pigalle
- 1929 : Le Ruisseau
- 1930 : Le Mystère de la villa rose
- 1930 : La Douceur d'aimer
- 1932 : Nicole et sa vertu
- 1932 : Azaïs
- 1932 : Les Vignes du Seigneur
- 1933 : Mannequins
- 1934 : Un train dans la nuit
- 1936 : Les Deux Gamines

### Comme scénariste
- 1914 : Maud en culottes
- 1914 : Maud en chiffons
- 1914 : Fred et la blanchisseuse
- 1914 : Fred est timide
- 1914 : Fred est fiancé
- 1914 : Fred... Couche-toi!
- 1915 : Maud et tante Zélie
- 1916 : Le Tournant
- 1916 : Suzanne, professeur de flirt de Louis Mercanton et René Hervil
- 1916 : Suzanne
- 1916 : Manuella
- 1917 : Le Tablier blanc
- 1917 : La P'tite du sixième
- 1917 : Oh ! Ce baiser (Oh ! that kiss)
- 1917 : Midinettes
- 1919 : Son aventure
- 1919 : Simplette
- 1920 : Gosse de riche
- 1920 : L'Ami Fritz
- 1923 : Aux jardins de Murcie de Louis Mercanton et René Hervil
- 1923 : Bonheur conjugal de Robert Saidreau
- 1926 : L'Homme à l'Hispano de Julien Duvivier
- 1932 : Nicole et sa vertu
- 1936 : Les Deux Gamines de René Hervil et Maurice Champreux

### Comme acteur
- 1909 : Frédéric le Grand (La vie de Frédéric le Grand), de Gérard Bourgeois et Jean Durand
- 1909 : Le Miracle du collier, de Jean Durand
- 1910 : Athalie d'Albert Capellani,  d'après la pièce de Jean Racine
- 1910 : La Chatte métamorphosée en femme de Michel Carré
- 1910 : A desperado, de Jean Durand
- 1910 : La course à la mort, de Jean Durand
- 1910 : Le tatouage révélateur, de Jean Durand
- 1914 : Fred ... couche toi !, de René Hervil
- 1914 : Fred est fiancé, de René Hervil
- 1914 : Fred est timide, de René Hervil
- 1914 : Fred et la blanchisseuse, de René Hervil
- 1914 : Maud clubman, de René Hervil
- 1914 : Maud en chiffons, de René Hervil
- 1914 : Maud en culottes, de René Hervil
- 1914 : Vendetta, de René Hervil et Louis Mercanton
- 1915 : Maud et Tante Zélie, de René Hervil
- 1917 : Oh ! ce baiser, de René Hervil et Louis Mercanton

### Sources et bibliographie
- Catalogue des films français de fiction de 1908 à 1918 de Raymond Chirat et Éric Le Roy (Éditions La Cinémathèque française, Paris, 1995)